# Санта-Амелия
Санта-Амелия (порт. Santa Amélia) — муниципалитет в Бразилии, входит в штат Парана. Составная часть мезорегиона Север Пиунейру-Паранаэнси. Входит в экономико-статистический микрорегион Корнелиу-Прокопиу. Население составляет 4244 человека на 2006 год. Занимает площадь 77,903 км². Плотность населения — 54,5 чел./км².

## История
Город основан в 1951 году.

## Статистика
- Валовой внутренний продукт на 2003 год составляет 22 528 984,00 реалов (данные: Бразильский институт географии и статистики).
- Валовой внутренний продукт на душу населения на 2003 год составляет 5216,25 реалов (данные: Бразильский институт географии и статистики).
- Индекс развития человеческого потенциала на 2000 год составляет 0,711 (данные: Программа развития ООН).

## География
Климат местности: субтропический. В соответствии с классификацией Кёппена, климат относится к категории Cfa.